# 대구 동화사 염불암 마애여래좌상 및 보살좌상
대구 동화사 염불암 마애여래좌상 및 보살좌상(大邱 桐華寺 念佛庵 磨崖如來坐像 및 菩薩坐像)은 대한민국 대구광역시 동구 도학동, 동화사에 있는 통일 신라 시대의 불상이다. 삼각형 모형의 암반의 서쪽면과 남쪽면에 각각 조각된 여래상과 보살상으로 이뤄져 있다. 1988년 5월 30일 대구광역시 유형문화재 제14호로 지정되었다.

## 개요
대구 팔공산 기슭의 동화사에 있는 불상으로 윗쪽이 뾰족한 삼각의 자연 암반 서쪽면과 남쪽면에 선으로 여래상과 보살상을 조각하였다.
서쪽면에 새겨진 높이 4m의 여래상은 연꽃이 새겨진 화려한 대좌(臺座) 위에 앉아있다. 얼굴은 네모나며, 눈은 가늘게 뜨고 있고, 입가에는 약간의 미소를 띠고 있다. 대좌의 높이에 비해 양 무릎이 넓게 표현되어 균형은 잡히지 않고 있으나 비교적 안정감을 보이고 있다. 신체는 복부아래에만 옷이 표현되어 있으며 비록 선으로 새겼지만 대좌의 정교한 수법이 주목된다.
높이 4.5m인 남쪽면의 보살상은 옷이 길게 흘러내려 양 무릎이 노출되지 않고 있다. 부채꼴 모양의 보관을 쓰고 있으며, 코와 입 사이가 짧아서 기형적인 인상을 주고 있다. 오른손은 복부에 평행으로 들어 엄지와 검지 손가락으로 꽃줄기를 잡고 있다.
선으로 간결하면서도 힘있는 윤곽을 나타내고 있는 이 두 불상은 통일신라시대에 만든 것으로 추정된다.

## 사진

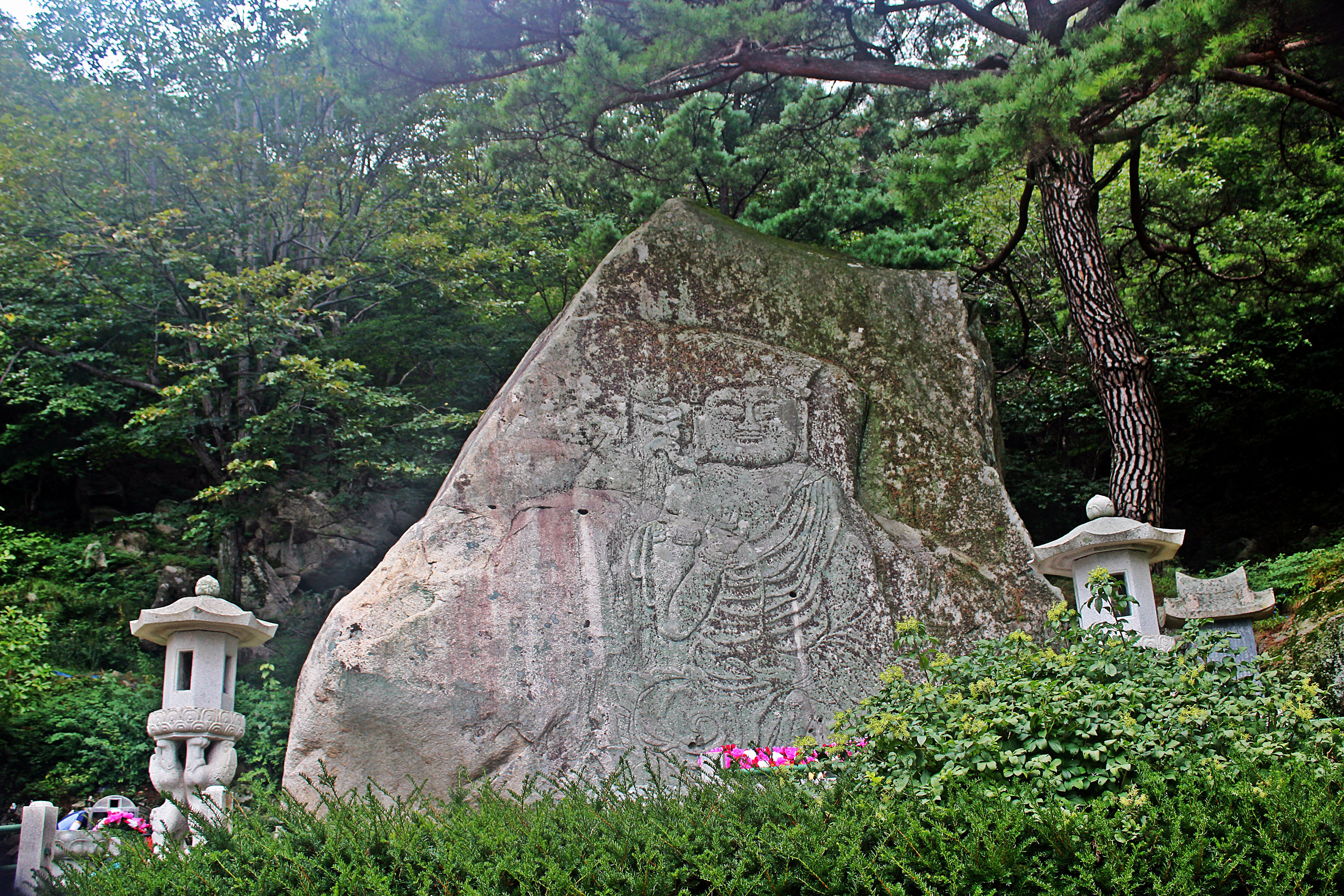
보살좌상

## 참고 자료
- 동화사염불암마애여래좌상및보살좌상 - 국가유산청 국가유산포털